# Résultat d'exploitation
Le résultat d'exploitation est un solde intermédiaire de gestion dont l'objectif est de refléter la performance économique d'une entreprise sur son cœur de métier, dans une perspective de long terme. Ainsi, il ne prend en compte ni les produits ou charges financiers, ni les produits ou charges exceptionnels, ni la participation des salariés aux résultats de l'entreprise, ni les impôts sur les bénéfices.
Le résultat d'exploitation correspond soit à une perte d'exploitation (résultat d'exploitation négatif), soit à un bénéfice d'exploitation (résultat d'exploitation positif).
Le résultat d'exploitation se distingue de l'excédent brut d'exploitation (EBE) qui ne prend pas en compte les dotations et reprises sur provisions et amortissements.   
En comptabilité anglo-saxonne, la notion la plus proche du résultat d'exploitation est le EBIT (Earning Before Interest and Taxes).

## Utilisation en analyse financière
Le résultat d'exploitation capture la performance économique d'une entreprise sur sa seule activité de production, en se plaçant sur une perspective de long terme. Par rapport à l'excédent brut d'exploitation, la principale différence est qu'il prend en compte notamment  les dotations et reprises sur les provisions et amortissements. Ces transferts de charges d'un exercice à l'autre permettent de décrire de manière plus réaliste la réalité économique de l'activité à long terme, en étalant dans le temps les opérations par nature nécessaires au maintien de la production, mais qui ne se répètent pas à chaque exercice.
Cet indicateur est fréquemment employé pour apprécier la performance économique intrinsèque d'une entreprise, puisqu'il n'est influencé ni par les modalités de financement de l'entreprise, ni par les événements exceptionnels, tels que des coûts liés à une restructuration ou des produits résultants de la vente d'actifs, qui ont pu affecter son résultat net comptable.
C'est ce résultat qui mesure la capacité de l'activité à produire un revenu financier, permettant par la suite, par exemple, de rembourser des emprunts, payer des impôts, rémunérer les actionnaires, financer des investissements, ou constituer des réserves pour faire face aux imprévus.

## Calcul du résultat d'exploitation

### À partir de l'EBE
L'excédent brut d'exploitation, qui est calculé sur un exercice donné, est principalement corrigé en plus ou en moins des éléments constatés sur un exercice, mais logiquement rattachés à un autre.
- Ces transferts portent d'abord des amortissements, permettant d'étaler l'effet d'un achat important sur les exercices qui l'utilisent.
- Il s'agit ensuite des provisions, permettant de faire face à des charges certaines ou probables constatées lors de l'exercice, mais dont le montant ou l'échéance n'est pas encore connu.

En outre, le résultat est corrigé de divers « autres produits et charges de gestion courante » (comptes 65 et 75), qui sont récurrents et effectivement rattachés à l'exercice, mais ne découlent pas directement de l'exploitation de l'activité économique proprement dite : redevances, revenus annexes, créances irrécouvrables, etc. Pour cette raison, ils ne sont pas comptabilisés dans l'excédent brut d'exploitation, qui traduit une réalité économique, mais sont réintégrés à ce stade parce que reflétant l'activité effective de la personne morale.
Enfin, marginalement, la notion de « transfert de charge d'exploitation » (compte 791), recouvre un mécanisme comptable qui permet techniquement d’éviter qu’une charge constatée sur un exercice vienne affecter le résultat comptable.
Excédent brut d'exploitation
+ Reprises sur amortissements
- Dotations aux amortissements
+ Reprises sur provisions d'exploitation
- Dotations aux provisions d'exploitation
+ Transferts de charges d'exploitation
+ Autres produits de gestion courante
- Autres charges de gestion courante
= Résultat d'exploitation

### À partir du chiffre d'affaires
Ce résultat est calculé à partir du chiffre d'affaires et autres produits d'exploitation desquels sont soustraites les charges d'exploitation.  En France, le calcul est effectué selon les libellés suivants :
```
Produits
 Chiffre d'affaires net
 + Production stockée
 + Production immobilisée
 + Subventions d'exploitation
 + Reprises sur amortissements et provisions
 + Autres produits d'exploitation
= Total des produits d'exploitation
```

```
Charges
 Achats de marchandises
 + Variation des stocks de marchandises
 + Achats de matières premières et autres approvisionnements
 + Variation des stocks de matières premières et autres approvisionnements
 + Autres achats et charges externes
 + Impôts et taxes d'exploitation
 + Salaires et traitements
 + Cotisations sociales
 + Dotations aux amortissements et provisions d'exploitation
 + Autres charges d'exploitation
= Total des charges d'exploitation
```

```
Produits - charges = Résultat d'exploitation
```